# トス

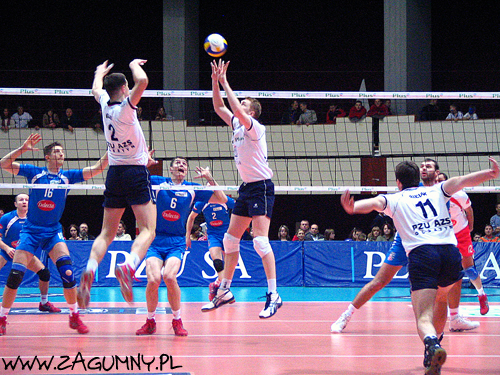
オーバーハンドによるトス

トスはバレーボールにおいて、味方の攻撃を目的としてアタッカーに送られたボールのこと。
「トスを上げる動作そのもの」を指す場合もあるが、それは正確にはセットと呼ばれる。トスは主にレシーブに続くボールへの2番目のコンタクトであり、ゲーム中の多くのトスはセッターによって上げられる。
オーバーハンドパスで行うことが一般的だが、レシーブが崩れた場合などアンダーハンドパスの送球もある。
なお、トスに関わる反則行為には、ダブル・コンタクト（ドリブル）やキャッチボール（ホールディング）がある。

## 種類
トスの方向、高さ、あるいは上げ方によっていくつかに分類することができる。

### オープントス
アタッカーがタイミングをとるのに十分な高さで上げられたトス。オープントスによる攻撃はコンビミスも生じにくく、バレーボールにおける攻撃の基本といえる。

### クイックトス
クイック攻撃を目的として、アタッカーの打点とほぼ同じ高さに上げられた低いトス。クイック攻撃の種類に合わせて、主にA, B, C, Dの4種類ある。

### セミクイックトス
オープントスとクイックトスの中間くらいの高さで上げられたトス。時間差攻撃等に使用される。

### 並行トス
両サイドのアンテナ付近へ、オープントスとクイックトスの中間くらいの高さで上げられたトス。オープントスと比べて、より速い攻撃が期待できる。

### バックトス
トスを上げるプレイヤーの後方へ上げられたトス。通常セッターは味方のレフト方向を向いてトスを上げるため、ライト方向へ上げるときにバックトスが使用されることが多い。

### ジャンプトス
ジャンプして高い位置でボールをとらえ上げられたトス。トスの種類を相手に読ませにくくするためや、味方のレシーブが乱れたことによりやむを得ず使用される場合もある。

### ワンハンドトス
両手を使わず片手だけで上げられたトス。プレイヤーの体勢やボールの高さにより両手でのトスが困難な場合に使用される。

### 二段トス
レシーブが乱れセッターがトスを上げられない場合に、セッター以外のプレイヤーにより上げられたトス。